# مهندسی شبکه ارتباطات سلولی

## نگاهی به شبکه GSM و ساختار آن
در اواخر دهه ۱۹۷۰ نیاز به ایجاد یک شبکه ارتباطات رادیویی متحرک، که بتواند به نیازهای روزافزون مشترکین، در دسترسی به سرویس‌های مخابراتی در هر زمان و در هر مکان پاسخ دهد، موجب گردید بر اساس یک موافقت نامه رسمی بین هفده کشور اروپایی یک کمیته مشترک با نام اختصاصی (CEPT) به وجود آید.
این کمیته یک استاندارد راهنما (ETSI) جهت ایجاد شبکه‌های رادیویی سیار فراهم نمود. سپس از طریق کمیته مذکور یک گروه متخصص مأمور تهیه وارائه پیشنهادی در مورد شبکه رادیوئی سیار مورد نیاز شد. این گروه بنام گروه مخصوص موبایل (GROUP SPECIAL MOBILE) نامیده شد. سیستم رادیویی موبایل پیشنهادی آن با علامت اختصاری GSM معروف گردید. بعدها بر اساس ایده جهانی شدن این شبکه رادیویی، علامت اختصاری GSM به عبارت کاملتر و جامع‌تر(Global System for Mobile Communication) تبدیل گردید. در سال ۱۹۸۳ مطالعه و بررسی بر روی این سیستم شروع و در سال ۱۹۸۶ خطوط اصلی وکلی این شبکه رادیویی سیار سلولی در قالب حدود ۱۲۰ توصیه و در ۱۲ سری تهیه و تدوین گردید و بالاخره از سال ۱۹۹۲ به بعد قرار شد که این سیستم به‌طور وسیع و گسترده در تمام کشورهای عضو موافقت نامه مورد استفاده قرار گیرد. خوشبختانه یکسال بعد یعنی در سال ۱۹۹۳ اولین شبکه رادیویی سیار GSM در ایران نیز نصب و راه اندازی و مورد بهره‌برداری قرار گرفت. بلوک دیاگرام سیستم GSM در شکل زیر نشان داده شده‌است. مطابق شکل مذکور، شبکه رادیویی موبایل سلولی GSM از چهار شبکه فرعی تشکیل یافته‌است که عبارتند از:
۱- ایستگاه متحرک رادیویی موبایل (MS) یا شبکه مشترکین سیار
۲- شبکه فرعی رادیویی ثابت BSS
۳- شبکه سویچینگ سیستم NSS
۴- مرکز کنترل و نظارت OMC یا شبکه مدیریت سیستم
با توجه به شکل در صفحه بعد مشاهده می‌شود که یکسری اینترفیس‌هایی در شبکه وجود دارد که کلیه مشخصات و جزئیات مربوط به آن‌ها در توصیه‌های استانداردETSI تعریف و معین شده‌است ضمناً جهت وظایف سیگنالینگی شبکه ازاستانداردهای CCIT استفاده شده‌است.
شبکه فرعی رادیویی ثابت BSSاز دو بخش BTS وBSC تشکیل می‌شود. مشترکین سیار از طریق بخش رادیویی BTS با شبکه ارتباط برقرار می‌کنند وبخش BSC سیستم‌های BTS را تحت کنترل و مدیریت خود دارد.
MSC، مرکز سویچینگ شبکه می‌باشد. کلیه اطلاعات مشترکین سیار در واحدی بنام HLR ذخیره می‌گردد که در مواقع نیاز توسط سیستم مورد استفاده قرار می‌گردد. هر MSC مجهز به یک VLR نیز می‌باشد که دارای اطلاعات دقیقتری از وضعیت مشترکین سیار فعال می‌باشد. در قسمت EIR مشخصات تجهیزات مشترکین سیار ثبت می‌گردد که در زمان تأیید هویت تجهیزات مورد استفاده قرار می‌گیرد و مرکز تأیید هویت (AUC) اعتبار هویت مشترکین سیار را کنترل می‌نماید. بخش OMC نیز همان‌طور که از اسمش پیداست وظیفه نگهداری – کنترل و نظارت بر شبکه را به عهده دارد.
شبکه رادیویی سیار کشور از اوایل سال ۱۳۷۳ با نصب و راه اندازی اولین مرکز تلفن سیار در مرکز راه‌آهن تهران و با ظرفیت k۱۰ شروع به فعالیت نمود. در ضمن سیستم این مرکز از نوع NOKIA DX۲۰۰ بود.

## شبکه GSM
مطابق با اصول و تعاریف تدوین شده بین‌المللی تأمین و برقراری یک ارتباط تلفنی بین ایستگاه‌های رادیویی متحرک، یعنی تلفن‌هایی که در اتومبیل نصب شده یا توسط اشخاص حمل و نقل می‌شوند به نام شبکه رادیویی سیار معروف است. چون مشترکین اینگونه تلفن‌های متحرک معمولاً در خشکی از آن‌ها استفاده می‌کنند لذا شبکه آن‌ها را اصطلاحاً شبکه عمومی زمینی سیار PLMNمی‌گویند.
شبکه‌های رادیویی سیاردر یک روند چشمگیر پیشرفت و توسعه تکنیکی، امروزه با بکارگیری روش‌های ارسال دیجیتالی بیش از هر زمان دیگر در عرصه مخابرات و ارتباطات مطرح و به صورت یک شالوده برای پی ریزی شبکه ارتباطات شخصی PCSدرآمده که قطعاً وجه غالب در شبکه ارتباطی دنیای فردا خواهد بود. شبکه سیار GSM در راستای تکامل و پیشرفت سریع تکنیکی شبکه‌های رادیویی سیار، یکی از آخرین پدیده‌های این سیستم ارتباطی است. پی‌ریزی این سیستم که حاصل کار کشورهای اروپایی است در سال ۱۹۸۲ آغاز و در سال ۱۹۹۲ به بهره‌برداری رسید.
با توجه به شکل صفحه قبل یک سری واسطه‌ها و سیستم‌های فرعی وجود دارد که در سری توصیه‌هایETSI جزئیات آن‌ها معین شده‌است. مبنای اصلی این توصیه‌ها از استانداردهای سازمان جهانی ISO گرفته شده‌است که از مدل ارتباط بین سیستمی باز OSIاستفاده شده‌است. همچنین برای سیگنالینگ وظایف شبکه نیز استانداردهای CCIT بکار می‌رود.BSC، تعدادی ازBTSها را کنترل و مدیریت می‌کند.HLR، اطلاعات مشترکین و همچنین اطلاعاتی که نشانگر عدم اجازه دسترسی به سرویس‌های معین است را نگهداری می‌کند. در ارتباط با هرMSC، یک VLR وجود دارد که اطلاعات جزئی تر، از محل واحدهای سیار فعال هر MSC را دارا می‌باشد.
دسترسی به شبکه به وسیله الگوریتمی که شناسایی دقیق واحدهای سیار را انجام می‌دهد کنترل می‌گردد. در رجیستر شناسایی تجهیزات (EIR) اعتبار تجهیزات واحد سیار ثبت می‌شود.
مرکز تأیید هویت AUC، اعتبار شناسایی مشترک را کنترل می‌کند و در واقع بانک اطلاعاتی دیگری است که شامل پارامترهای تاییدیه و الگوریتم‌های رمز کردن‌های مختلف می‌باشد. الگوریتمها، در هنگام اشتراک، علاوه بر AUC در کارت الکترونیکی SIM ذخیره می‌گردد. با یک گوشی فاقد کارتSIM صرفاً می‌توان مکالمات فوریتی (Emergency call) را انجام داد.
در شبکه GSM واحد دیگری نیز وجود دارد که مسول نگهداری کل سیستم می‌باشد که به آن OMC گفته می‌شود.

## تفاوت شبکه تلفن ثابت با شبکه موبایل
در تلفن ثابت هویت مشترک مشخص است به‌طور خلاصه شبکه تلفن ثابت دارای مشخصات زیر می‌باشد:
۱- هویت یا شناسایی مشترک
۲- مکان مشخص جهت تماس گرفتن با آن
۳- محل ثبتcharging
۴- ارائه سرویس‌های جانبی
اما گوشی موبایل و روش بی‌سیم Wireless از طریق امواج الکترومغناطیسی با آنتنی که به آن BTS گفته می‌شود، ارتباط دارد و از طریق آن به شبکه موبایل وصل می‌شود (به جای دو رشته سیم در تلفن ثابت).

## معماری GSM
سیستم GSM از ترکیب سه زیر سیستم اصلی به وجود آمده‌است:
۱- زیر سیستم شبکه NSS
۲- زیر سیستم رادیویی BSS
۳- زیر سیستم پشتیبانی و نگهداری OMC
در سیستم GSM برای برقرای ارتباطات اپراتورهای شبکه با منابع مختلف و تجهیزات زیر ساختار سلولی، نه تنها رابطی هوایی بلکه چندین رابط اصلی دیگر برای مرتبط کردن قسمت‌های مختلف این سیستم تعریف شده‌است (که در شکل قبل این رابط‌ها را می‌توان مشاهده کرد). سه رابط مهم در سیستم GSM در زیر آمده‌است:
رابط A که میان MSC و BSC قرار دارد.
رابط Abis که میانBSC و BTS قرار دارد.
رابط UM که میان BTS و MS قرار دارد.
رابط دیگری نیز بنام MAP وجود دارد که پرتکلی است که میان عناصر EIR,HLR ,VLR ,MSC و AUC رد و بدل می‌شود.

### ۱- زیر سیستم شبکه
این سیستم شامل تجهیزات و عملکردهای مربوط به مکالمات End-to-End، مدیریت مشترکین، موبایل می‌باشد و نیز مانند رابطی میان سیستم GSM و مراکز تلفن ثابت PSTNعمل می‌کند. زیر سیستم شبکه، یک زیر سیستم سویچینگ می‌باشد که شاملMSCها، AUC, HLR, VLR, EIR می‌باشد. در زیر تعریف کوتاهی از هریک از این عناصر ارائه شده‌است.
MSC یا مرکز سرویس‌های سویچینگ موبایل، فانکشن‌های راه‌اندازی مکالمه Call Setup)) را انجام می‌دهد، رابطی نیز با مراکز تلفن ثابت دارد و فانکشنهایی نیز مانند ارائه صورت حساب مشترکین نیز بر عهده این مرکز است.
HLR یا ثبت‌کننده محلHome، یک پایگاه داده متمرکز شامل اطلاعات تمامی مشترکین ثبت شده‌است.
VLR یا ثبت‌کننده محل Visitor، یک پایگاه داده شامل اطلاعات موبایل‌هایی است که در حال حاضر در حوزه MSCی کنترلی در حال حرکت هستند. در زمانی که یکMS به حوزهMSC جدیدی وارد می‌شود،VLR ی که به آن MSC متصل شده‌است، اطلاعاتMS مورد نظر را از HLR درخواست می‌کند. HLR نیز اطلاعات MS مورد نظر را به آنMSC کهMS در حوزه‌اش قرار دارد، ارائه خواهد داد. اگر یک MS بخواهد مکالمه‌ای برقرار نماید VLR تمام اطلاعات مورد نیاز جهت برقراری مکالمه را ارائه خواهد داد و لزومی ندارد که در هر لحظه از HLR سؤال نماید.VLR، در یک جمله می‌توان گفت، یک HLR توزیع شده‌است و شامل اطلاعات دقیقی در مورد محل یک موبایل است.
AUC یا مرکز تعیین هویت به HLR متصل می‌شود و وظیفه آن آماده‌سازی HLR به همراه پارامترهای تعیین هویت و کلیدهای رمزنگاری است که این عملیات برای اهداف امنیتی استفاده می‌شوند.
EIR یا ثبت‌کننده هویت تجهیزات، یک پایگاه داده‌است که در آن شماره‌های بین‌المللی تعیین هویت تجهیزات موبایل IMEI، برای هر دستگاه موبایل ثبت شده، ذخیره می‌شوند.
یکی دیگر از ترکیبات زیر سیستم شبکه، Echo Canceller است که مسایل آزار دهنده‌ای (مانند انعکاس صدا) که از طریق شبکه موبایل در زمان اتصال به یک مدارPSTN ایجاد می‌شود را کاهش می‌دهد.
شبکهIWF یا فانکشن داخل شبکه‌ای نیز رابطی میانMSC و دیگر شبکه‌ها ISDN, PSTNمی‌باشد.

### ۲- زیر سیستم رادیویی
شامل تجهیزات و فانکشن‌های مرتبط با مدیریت اتصالات مسیر رادیویی، مانندHand Overها می‌باشد.
این زیر سیستم شامل BTS, BSC و MS است. MS به‌طور قراردادی در زیر سیستم رادیویی قرار گرفته و همیشه آخرین مسیر یک مکالمه‌است. همچنین از برقراری یک مکالمه (بهمراه زیر سیستم شبکه جهت مدیریت Mobility)، محافظت می‌کند.
MS، دارای قابلیت‌های پایانه شبکه و همچنین پایانه کاربر است. هر سلول در سیستم GSM یکBTS با چندین گیرنده و فرستنده دارد. یک گروه ازBTSها توسط یک BSC کنترل می‌شوند. پیکربندی‌های مختلفی برایBSC-BTS وجود دارد. برخی از این پیکربندی‌ها برای وضعیت ترافیک بالا و تعدادی برای مناطقی با ترافیک متوسط طراحی شده‌اند. یک BSC فانکشنهایی چونHand Over وPower Control را کنترل می‌کند.
BSC و BTS با هم بنامBSS شناخته می‌شوند.BSS از دید MSC به صورت یک رابط که ارتباطات لازم را با MSها در حوزه‌ای مشخص برقرار می‌کند، به نظر می‌رسد.
BSS دائمأ با یک مدیریت کانال رادیویی، فانکشن‌های انتقال، کنترل لینک رادیویی و تخمین کیفیت و مهیا سازی سیستم برایHand Overها مرتبط است.

### ۳- زیر سیستم مرکز نگهداری وپشتیبانی OMC
شامل فانکشن‌های نگهداری و پشتیبانی تجهیزات GSM می‌باشد و پشتیبانی رابط اپراتور شبکه را نیز بر عهده دارد.
OMC، به تمام تجهیزات داخل سیستم سویچینگ وBSC متصل می‌شود؛ و در حقیقت فانکشن‌های نظارتی GSM یک کشور را انجام می‌دهد (مانند صورتحساب دادن) و یکی دیگر از مهم‌ترین فانکشن‌های آن هم، فانکشن نگهداری HLR یک کشور است.
بسته به سایز شبکه، هر کشور می‌تواند بیشتر از یک OMC داشته باشد. مدیریت سراسری و متمرکز شبکه نیز توسط مرکز مدیریت شبکه NMC)) انجام می‌پذیرد و OMC نیز مسول مدیریت منطقه‌ای شبکه می‌باشد.

## کانالهای سیستم GSM
شکل بعد ساختار کانال GSM را نشان می‌دهد. با توجه به شکل مشاهده می‌گردد که هر محدوده فرکانسی دارای ۱۲۴ موج حامل و هر موج حامل دارای ۸ فاصله زمانی Time Slotمی‌باشد.

## دسته‌بندی کانالها
کانال‌های مورد استفاده در سیستم GSM به دو بخش اصلی کانال‌های فیزیکی و منطقی تقسیم می‌شوند: فیزیکی و منطقی.

### کانلهای فیزیکی
امواج رادیویی به صورت FDMA/TDMA منتقل می‌شوند. هر قاب Frame, TDMA شامل ۸ فاصله زمانی Time Slot است و روی موج حامل خاصی ارسال می‌شود. به هر یک از اینTime Slotها یک کانال فیزیکی می‌گویند. پس در GSM هر موج حامل دارای ۸ کانال فیزیکی است. به اطلاعاتی که در طی یک Time Slot ارسال می‌شود یک قطار پالس Burst گویند.

### کانالهای منطقی
اطلاعات بین MS و BTS با حجم زیادی باید رد و بدل شوند و با توجه به نوع اطلاعات طی ساختارهای خاصی ارسال می‌شوند که به آن‌ها کانال‌های منطقی می‌گویند.
به عبارت دیگر بسته به اینکه چه اطلاعاتی در کانال فیزیکی ارسال یا دریافت می‌شود، کانال منطقی شکل می‌گیرد.
کانال‌های منطقی به دو دسته اصلی کانال‌های ترافیکی و کانال‌های کنترلی تقسیم می‌شوند. در شکل زیر تقسیم‌بندی کانال‌های منطقی را نشان می‌دهد.

#### کانالهای ترافیکی TCH
مطابق شکل بالا کانال‌های ترافیکی به دو دسته عمده کانال‌های صحبت Speech)) و داده Data)) تقسیم می‌شوند. هریک از دو دسته فوق نیز به کانال‌های با نرخ بیت کامل Full Rateو نرخ بیت نیمهHalf Rate تقسیم می‌شوند.
(اصطلاحPoint to Point و Point to Several point به معنای مبادله اطلاعات بین BTS با یک MS و بالعکس و در مورد دوم به معنای مبادله اطلاعات بین BTS با چندین MS بکار می‌رود)
کانال‌های ترافیکیPoint to Point، بالا رونده Uplinkیعنی از گوشی به BTS و پایین رونده Downlinkیعنی از BTS به گوشی می‌باشند.

#### کانالهای کنترلی CCH
این کانال‌ها به منظور انتقال اطلاعات سیگنالینگ یا جهت همزمانی بکار می‌روند و به سه دسته تقسیم می‌شوند:
الف) کانال‌های مخابره‌ای BCH
ب) کانال‌های کنترل مشترک (CCCH)
پ) کانال‌های کنترل اختصاصی DCCH))

##### الف) کانالهایمخابرهای(BCH)
این کانال‌ها به سه دسته تقسیم می‌شوند:
- کانال تصحیح فرکانسی FCCH
- کانال همزمان‌کننده SCH
- کانال پخش BCCH

###### کانال تصحیح فرکانسی(FCCH)
این کانال اطلاعات تصحیح فرکانسی را از BTS برای MSها ارسال می‌کند تا آن‌ها خود را با فرکانس Co آن سلول تنظیم کنند. در هر سلول از یک موج حامل به عنوان Co استفاده می‌شود که در Ts۰ و Ts۱ از آن اطلاعات کنترلی کل سلول رد و بدل می‌شود و بقیه Tsها ویا کلیه Tsهای موج‌های حامل دیگر موجود در آن سلول صرف کانال‌های ترافیکی می‌شوند. FCCH، موج سینوسی خالصی است که گوشی پس از روشن شدن به جستجوی آن می‌پردازد.

###### کانال همزمان کننده(SCH)
این کانال اطلاعات مربوط به شماره فریم TDMA و شماره مشخصهBTS را از BTS به MS ارسال می‌کند. BSIC، کد مشخصه ایستگاه ثابت می‌باشد و به صورت زیر تعریف می‌شود:
BSIC= PLMNکد رنگی (۰ تا ۷) + BTS کد رنگی (۰تا ۷)
کد رنگی BTS و PLMN هر کدام ۳ بیتی است.

###### کانال کنترلی پخش(BCCH)
این کانال شامل اطلاعات زیر می‌باشد که از BTS به MSها ارسال می‌شود و در واقع مشخصات عمومی خود سلول و اطلاعات لازم مربوط به سلول‌های همسایه را ارسال می‌کند:
- فرکانس‌های مورد استفاده
- ترتیب پرش فرکانسی Frequency Hopping Sequence
- ترکیبات کانال
- گروه‌های فرا خوانده شده Paging group
- اطلاعات سلول‌های همسایه

##### ب) کانالهای کنترلی مشترک(CCCH)
این کانال‌ها خود به سه دسته تقسیم می‌شوند:
- کانال فراخوانی PCH
- کانال دسترسی تصادفی RACH
- کانال پذیرش دسترسی AGCH

###### کانال فراخوانی(PCH)
از این کانال به منظور صدا زدن MS، وقتی که شبکه بخواهد با واحد سیار ارتباطی برقرار کند، استفاده می‌شود. سیگنال فراخوانی از طرف کلیه BTSهای موجود در LA مربوط به MS برای وی ارسال می‌شود.

###### کانال دسترسی تصادفی(RACH)
واحد سیار از این کانال جهت درخواست تخصیص کانال کنترل اختصاصی SDCCHاستفاده می‌کند. این تخصیص به منظور پاسخگویی به فراخوانی BTS بوده یا به منظور دسترسی به شبکه برای ایجاد ارتباط یا ثبت نام نمودن واحد سیار بکار می‌رود.

###### کانال پذیرش دسترسی(AGCH)
این کانال به منظور پاسخگویی به درخواست MS برای تخصیص SDCCH بکار رفته‌است و مشخصات کانال تخصیص یافته در آن ذکر می‌شود. این کانال از طرفBTS برایMS مربوطه ارسال می‌شود.

##### پ) کانالهای کنترل اختصاصی(DCCH)
این کانال‌ها به سه دسته تقسیم می‌شوند:
- کانال کنترلی اهدایی اختصاصی SDCCH
- کانال کنترلی وابسته کندSACCH
- کانال کنترلی وابسته سریع FACCH

###### کانال کنترل اهدایی اختصاصی(SDCCH)
این کانال به منظور ارتباط سیگنالینگی بین MS و BTS مربوطه در ابتدای برقراری مکالمه قبل از تخصیص کانال ترافیکی بکار می‌رود. در ضمن ثبت نام اولیه، تصدیق هویت، ارسال SMS, Location Update و Call setup نیز از طریق این کانال انجام می‌شود.

###### کانال کنترلی وابسته کند(SACCH)
این کانال ممکن است وابسته به کانال ترافیکی یا وابسته به کانال کنترل اختصاصی باشد. از طریق این کانال، اطلاعات مربوط به اندازه‌گیری‌های قدرت سیگنال دریافتی توسط MS از ایستگاه‌های فرستنده –گیرنده خودی یا همسایه به اطلاع BTS می‌رسد. از این اطلاعات برای تصمیم‌گیری جهت تحویل مکالمه توسط BSC استفاده خواهد شد.
در ضمن اطلاعات مربوط به تنظیم توان خروجی و تنظیم زمانی نیز از طرف BTS به اطلاع MS خواهد رسید.

###### کانال کنترلی وابسته سریع(FACCH)
این کانال وابسته به کانال ترافیکی می‌باشد. در هنگام مکالمه تلفنی، زمانی که احتیاج به تبادل سریع اطلاعات سیگنالینگ باشد (هنگام عمل تحویل مکالمه) بجای ۲۰ میلی ثانیه از مکالمه، اطلاعات سیگنالینگ سریعاً ارسال می‌شود. مکالمه کننده، وقفه‌ای در مکالمه احساس نخواهد کرد؛ زیرا این ۲۰ میلی ثانیه از صحبت توسط Decoder تکرار خواهد شد.